# 贝尔尼纳峰

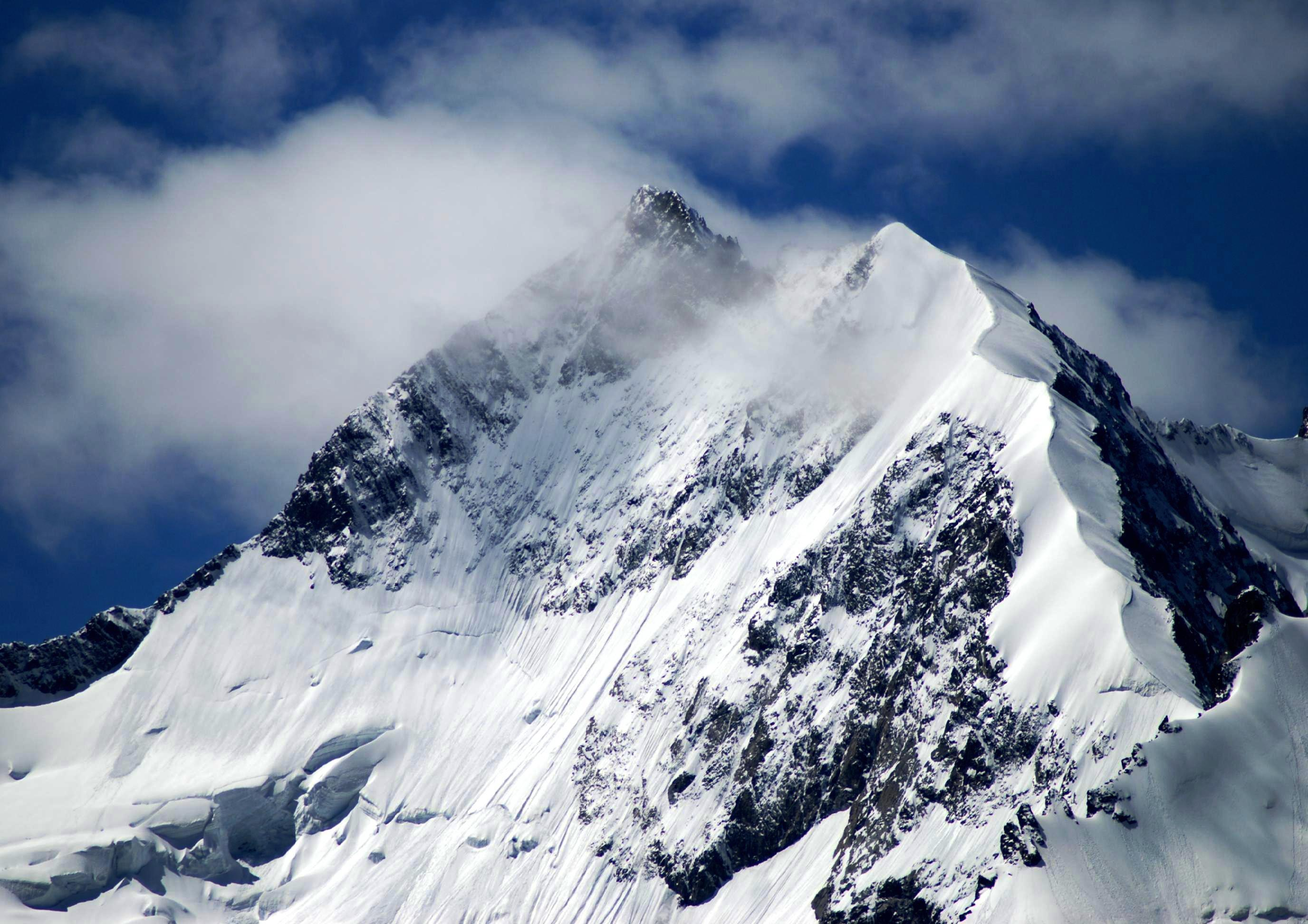

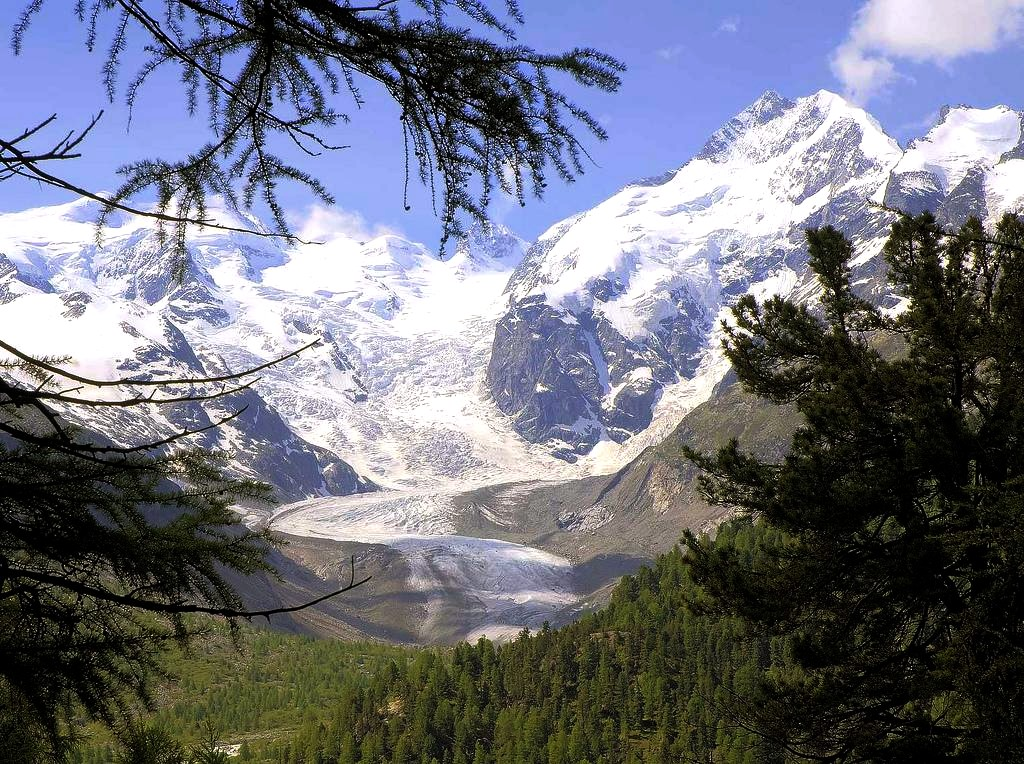

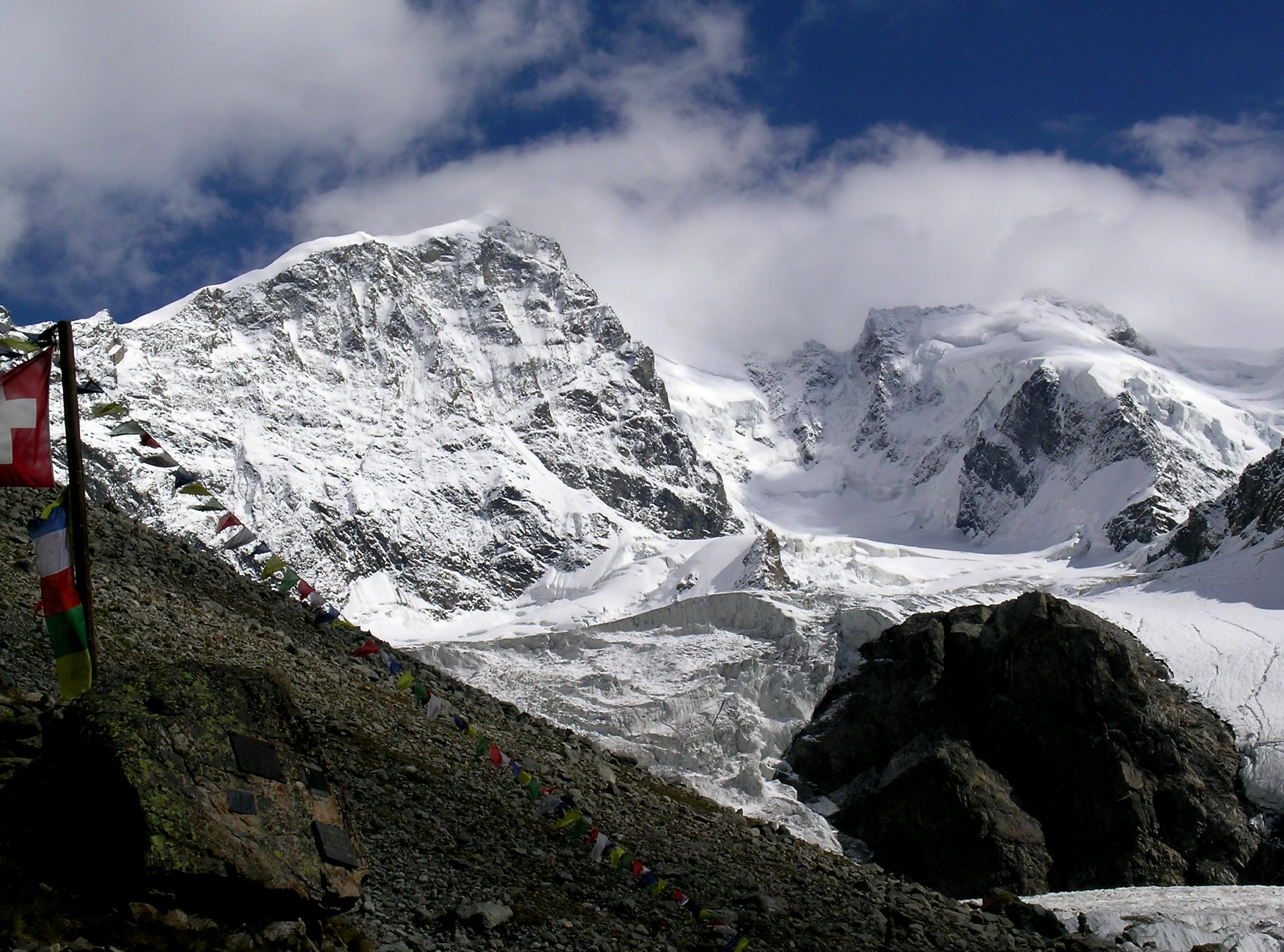

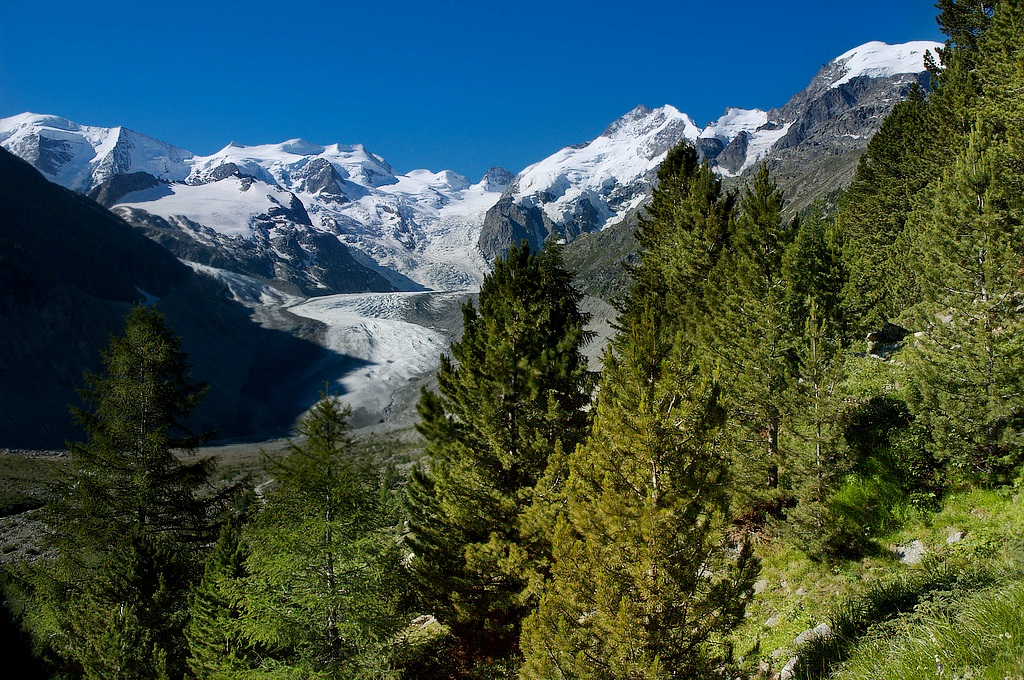

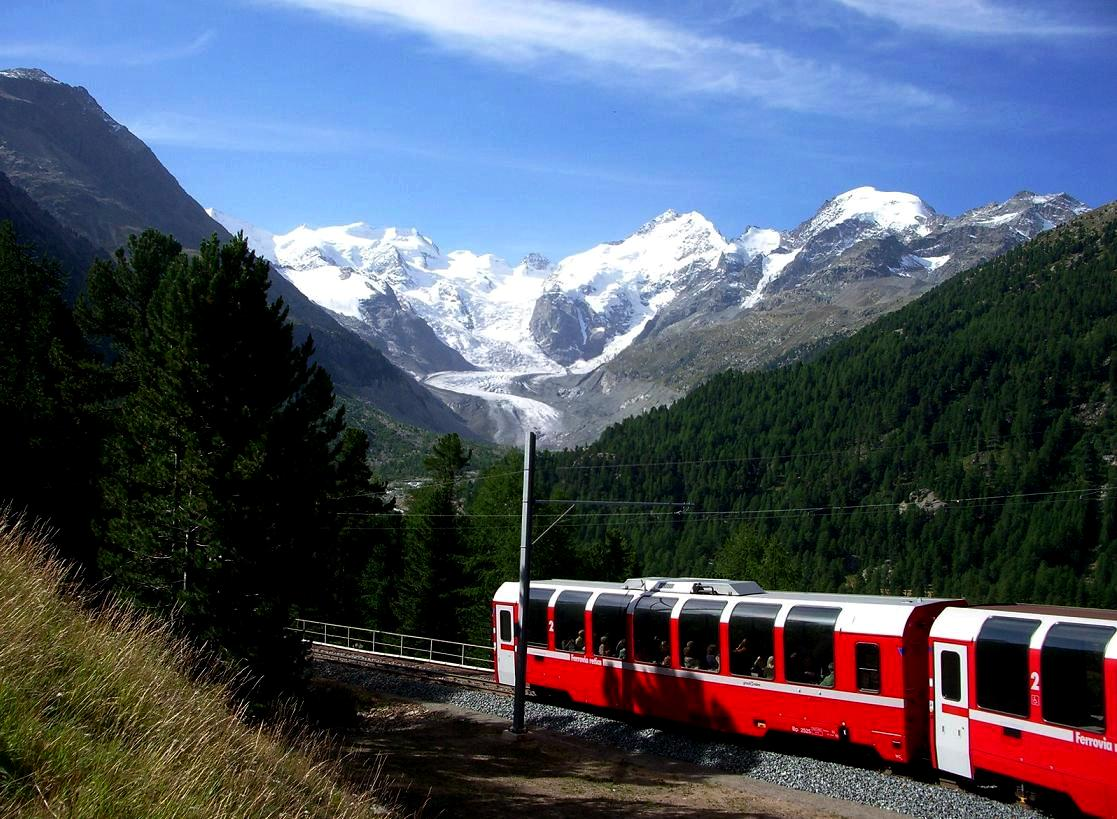

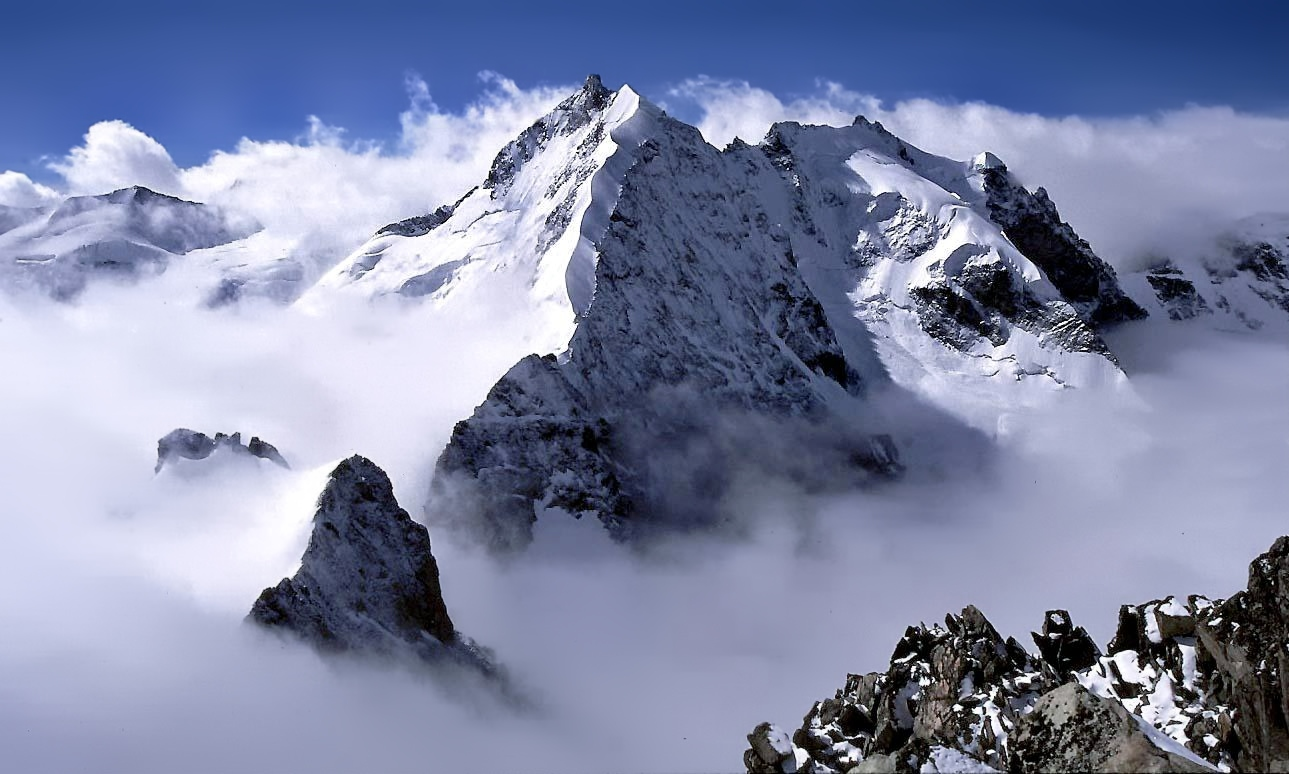

贝尔尼纳峰是瑞士的山峰，由格勞賓登州負責管轄，是西雷蒂亞山脈的一部分，海拔高度4,049米，山體由閃長岩和輝長岩組成。